# Anal (llengua)
L'anal o namfau és una llengua del grup kuki-chin de les llengües sinotibetanes parlada al nord-est de l'Índia, Birmània i possiblement també a Bangladesh. Al cens de 2001 de l'Índia, apareixien comptabilitzats 14.000 parlants d'aquesta llengua.